# Comparação entre denominações cristãs
Este verbete apresenta um quadro comparativo de algumas características das principais denominações cristãs existentes.
| Denominação                                                             | Hierarquia | Sacramentos | Salvação | Escrituras | Particularidades |
| Catolicismo 1.345 bilhão                                                | O papa é a autoridade máxima. | Batismo, Crisma, Eucaristia, Penitência, Unção dos Enfermos, Ordem e Matrimônio                                                                                          | Pela fé e pelas obras | Bíblia, incluindo livros deuterocanônicos                                                                               | Utiliza o latim como língua litúrgica oficial, mas as missas podem ser celebradas em outros idiomas. Prega a transubstanciação na Eucaristia. Segue também a Tradição Apostólica - mencionada em 2Ts 2,15 - e o Magistério.                                                                     |
| Pentecostalismo 280 milhões                                             | Descentralizada | Batismo e congregação | Pela fé | Bíblia, com com ênfase no novo testamento                                                                               | Tem como ponto-chave o "batismo no Espírito santo" e a glossolalia, além de pregar dons de cura e o falar em línguas estranhas |
| Anglicanismo 110 milhões                                                | O arcebispo da Cantuária é o símbolo de unidade mundial, porém cada província nacional é plenamente independente e há uma boa divisão de poder para com as dioceses. O nível de centralização é moderado (moderação é uma forte característica anglicana)    | Batismo e Eucaristia Porém aceitam os outros 5 como ritos sacramentais ou sacramentos menores (penitência, casamento, crisma (confirmação), ordens e Unção dos Enfermos) | Pela fé, somente | Bíblia, aceitando os livros deuterocanônicos com restrições (especialmente entre os setores mais protestantes)          | Não há nenhuma língua litúrgica oficial. |
| Igrejas Batistas 100 milhões                                            | Descentralizada | Não há sacramentos, O Batismo (voluntário) e a Ceia do Senhor (como memorial) são ordenanças como ritos comunitários.                                                    | Justificação pela Fé. | Biblia, com ênfase no Novo Testamento                                                                                   | A Bíblia é interpretada pela própria Bíblia. Prega a separação entre igreja e estado. É Democrática em suas decisões. |
| Luteranismo 77 milhões                                                  | Descentralizada | Batismo e Eucaristia | Pela fé | Biblia, incluindo apenas livros protocanônicos                                                                          | A Bíblia pode ser livremente interpretada |
| Igreja Ortodoxa 62 milhões                                              | Descentralizada, mas geralmente representada pelo Patriarca de Constantinopla. | Batismo, Eucaristia, Penitência, Crisma, Casamento, Ordem, Extrema Unção, Jejum e Doações                                                                                | Pela fé e pelas obras | Bíblia, incluindo livros deuterocanônicos                                                                               | Sempre utiliza a língua vernácula nas missas |
| Presbiterianismo 60 milhões                                             | Descentralizada | Batismo e Eucaristia | Pela predestinação | Bíblia, apenas livros protocanônicos                                                                                    | |
| Metodismo 60 milhões                                                    | Colégio Episcopal. | Batismo e eucaristia. | Realizada em três passos: Graça Previniente, Conversão e Santificação.                                                   | Bíblia. | |
| Adventismo 22,3 milhões                                                 | Modelo Representativo, no qual cada instância inferior elege seus representantes nas instâncias superiores (que atuam em comissões diretivas). A instância máxima é a Associação Geral dos Adventistas do Sétimo Dia, que pastoreia a Igreja a nível global. | Ordenanças: Batismo e Ceia do Senhor (precedida pela cerimônia do lava-pés)                                                                                              | Pela graça de Deus, mediante a fé.                                                                                       | Bíblia Sagrada | Pregam o Evangelho, de acordo com suas interpretações das três mensagens angélicas de Apocalipse 14:6-12. Observância da Lei de Deus, inclusive do Sábado (sétimo dia), Espírito de Profecia, Juízo Investigativo, Estilo de vida saudável, Retorno iminente e visível de Jesus Cristo à Terra. |
| Igreja de Jesus Cristo dos Santos dos Últimos Dias (Mórmons) 17 milhões | O Profeta e Presidente da Igreja, é líder espiritual para o mundo todo, até mesmo para os não membros. | Batismo, confirmação, ordenação ao sacerdócio e casamento eterno. | Baseada na expiação de Jesus Cristo. Fé, arrependimento e batismo são os primeiros princípios e ordenanças do evangelho. | Bíblia, Livro de Mórmon, Doutrina e Convênios e Pérola de Grande Valor e revelação moderna recebida através do profeta. | Acreditam em revelação moderna. Creem que todos são filhos iguais de Deus, que os ama de igual maneira. Creem que as famílias podem viver juntas por toda a eternidade. |
| Espiritismo 13 milhões                                                  | Não há. Creem que todos são criaturas de Deus, em diferentes níveis evolutivos. | Estudar e seguir a doutrina para aperfeiçoamento da alma, do procedimento moral e da conduta.                                                                            | Pela prática da caridade e evolução espiritual através da reforma íntima                                                 | Evangelho de Cristo e Obras de Kardec                                                                                   | Creem em Deus, praticam a maior parte dos ensinamentos de Cristo; creem na vida eterna e na reencarnação. |
| Testemunhas de Jeová 8,7 milhões                                        | Supervisionada e administrada pelo Corpo Governante e seus ajudantes. | Batismo | Pela fé, e pela Obra de evangelização                                                                                    | Bíblia Sagrada. Utilizam, principalmente, a Tradução do Novo Mundo.                                                     | Divulgam o Nome de Deus (Jeová), rejeitam a Trindade, acreditam no paraíso na terra como esperança. A única data religiosa que comemoram é o Memorial da Morte de Cristo, são neutros na política, e conhecidos pela evangelização de casa em casa.                                             |
| Anabatistas 4 milhões                                                   | Descentralizada | Não há sacramentos, Batismo e Ceia do Senhor (como memorial) como ritos comunitários                                                                                     | Pelo arrependimento e contrição                                                                                          | Biblia, com ênfase no novo testamento                                                                                   | A Bíblia pode ser livremente interpretada. São nestorianos. |
| Igreja Universal do Reino de Deus 2 milhões                             | Personalista, o bispo Edir Macedo é a autoridade máxima | Batismo, Santa-Ceia e Congregação | Pela fé, somente. | Bíblia | Seguem a teologia da prosperidade. |
| Sociedade dos Amigos (Quaker) 400 mil                                   | Descentralizada | Não há | Pela fé | Bíblia | São pacifistas e pregam o modo de vida simples, sem ostentações. |
| Cristadelfianos 50 mil                                                  | Descentralizada | Batismo | Pelo batismo e prática dos valores de Cristo.                                                                            | Bíblia, com exclusão explícita de todas as demais escrituras.                                                           | Rejeitam o princípio da Trindade e advogam o nestorianismo. |
| Cristianismo Rosacruz                                                   | Não há | Iniciação | Universal, através de reencarnações sucessivas                                                                           | Novo Testamento e Conceito Rosacruz do Cosmos                                                                           | São trinitários, nestorianos, reencarnacionistas, evolucionistas e adotam uma dieta vegetariana. São estruturados em escolas, em vez de igrejas. |
| Racionalismo Cristão                                                    | Não há | Não há | Universal, através de reencarnações sucessivas                                                                           | Não há | São reencarnacionistas, evolucionistas e negam a divindade de Jesus, considerando-o como "o ser humano mais perfeito de todos". |